# Apatania muliebris
Apatania muliebris là một loài Trichoptera trong họ Apataniidae. Chúng phân bố ở miền Cổ bắc.